# Lijst van stranden in Florianópolis
Dit is een lijst van stranden in Florianópolis, gemeente in de deelstaat Santa Catarina in Brazilië.

## Eiland Santa Catarina

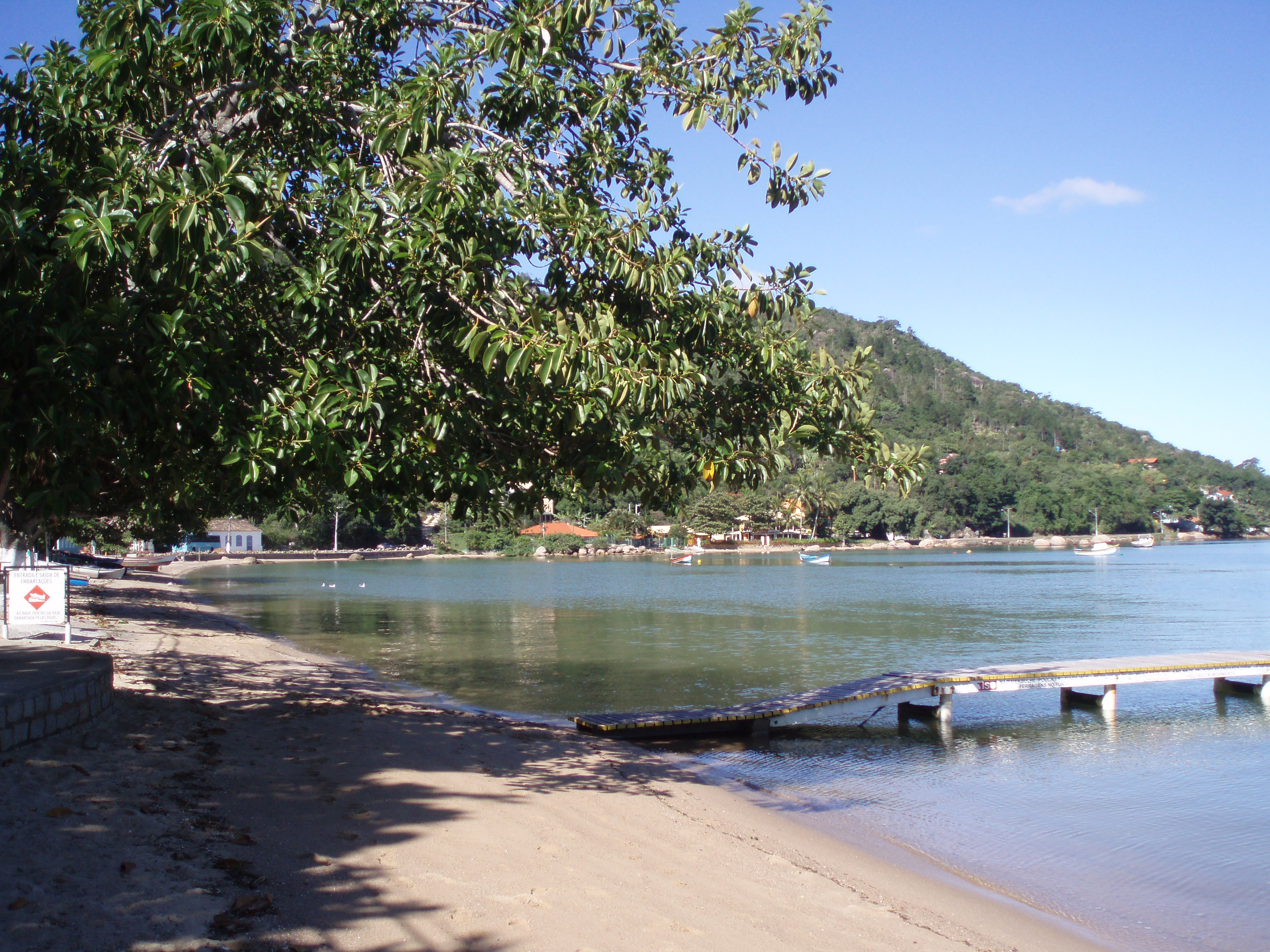
Praia de Sambaqui

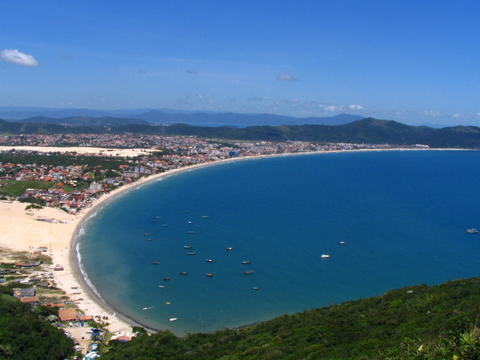
Praia dos Ingleses

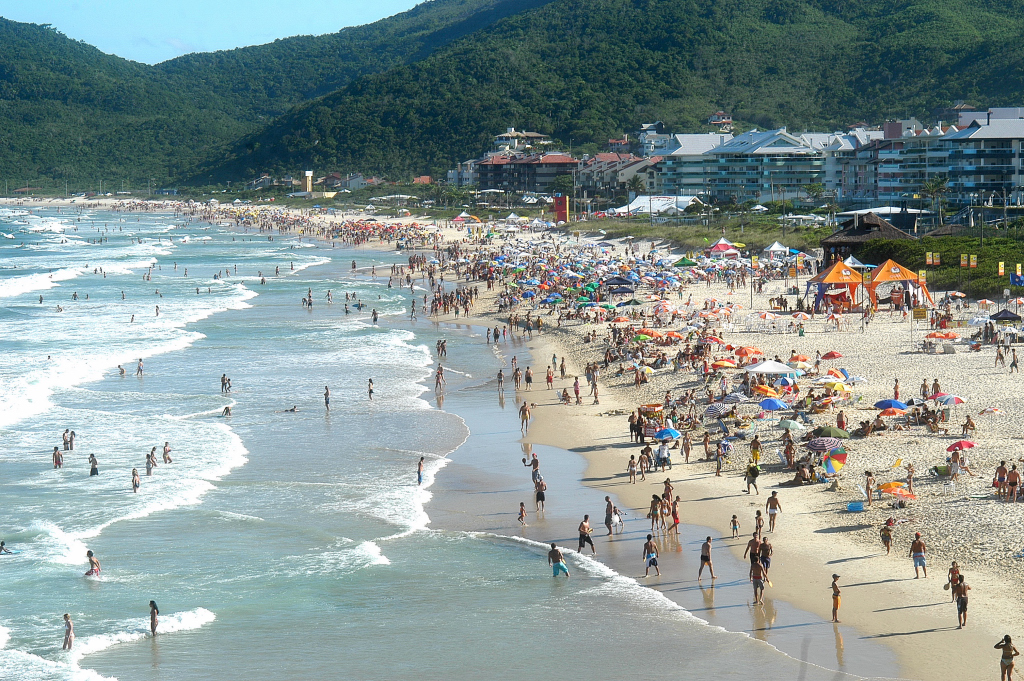
Praia Brava

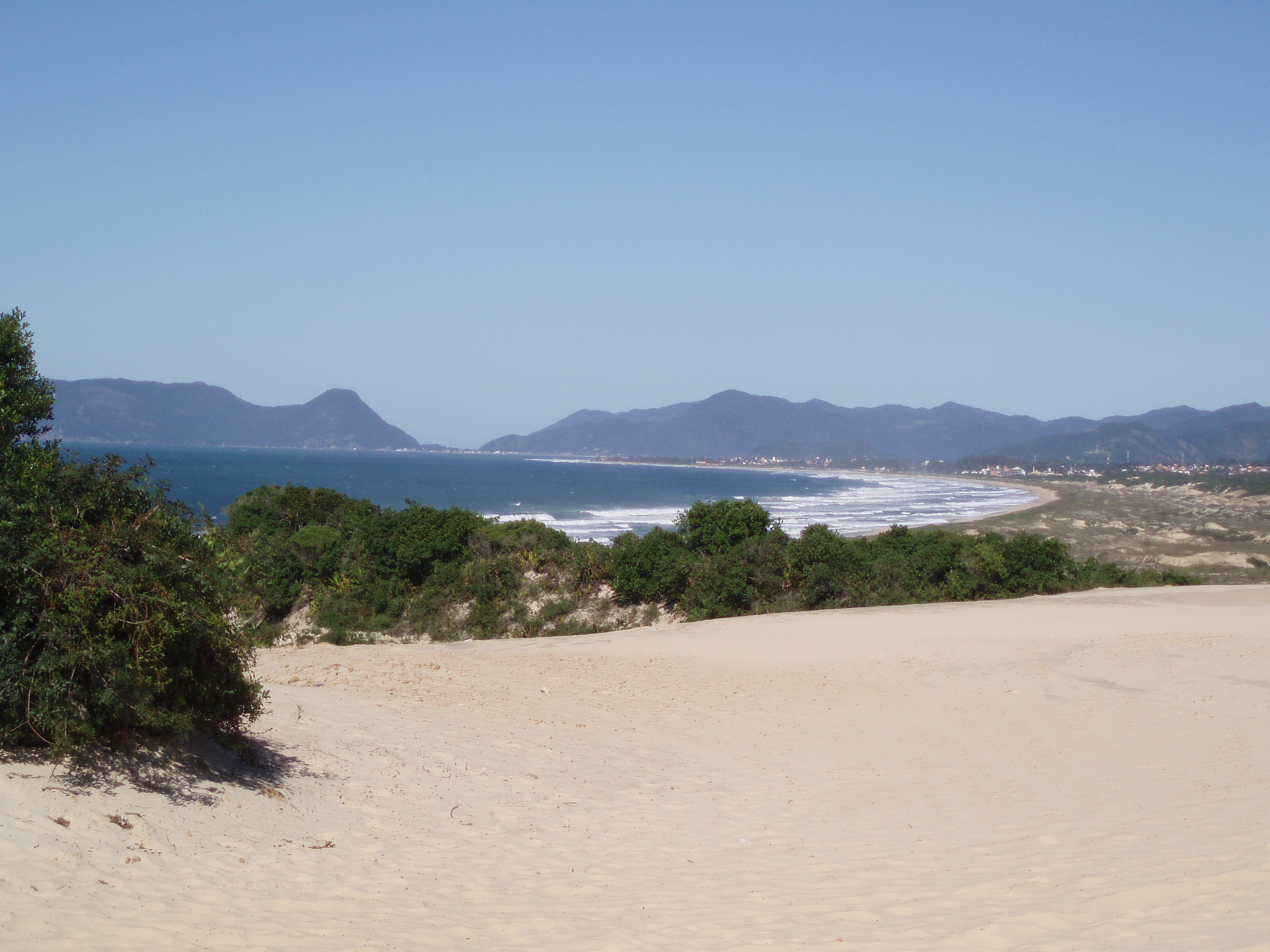
Praia da Joaquina

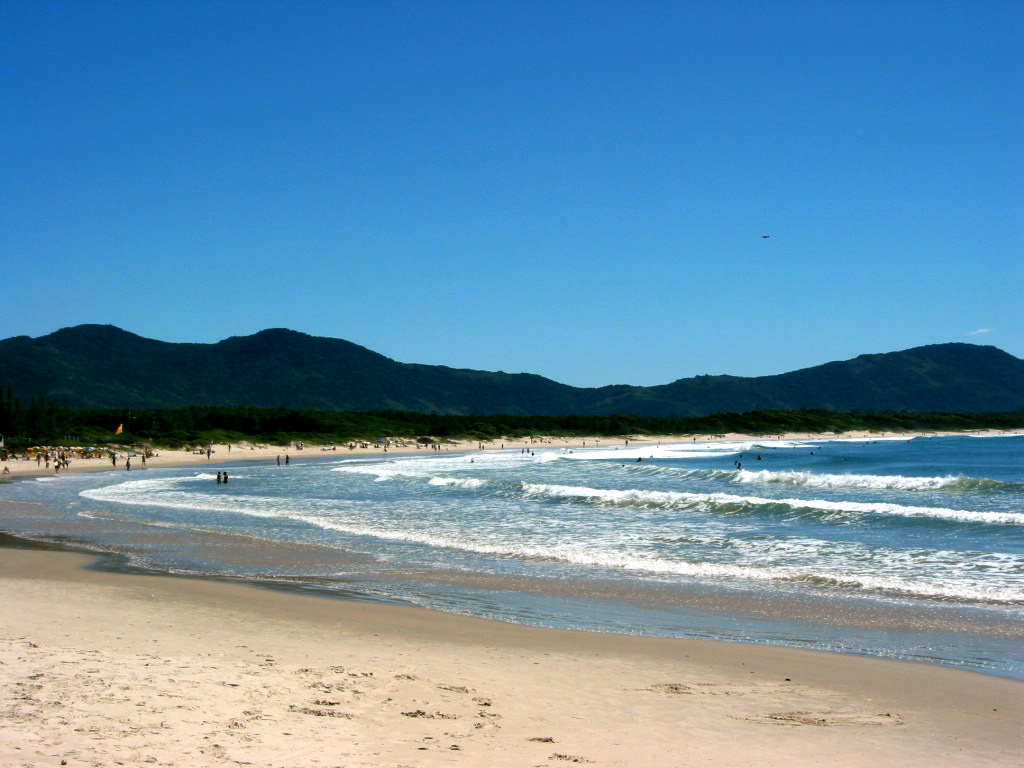
Praia da Barra da Lagoa

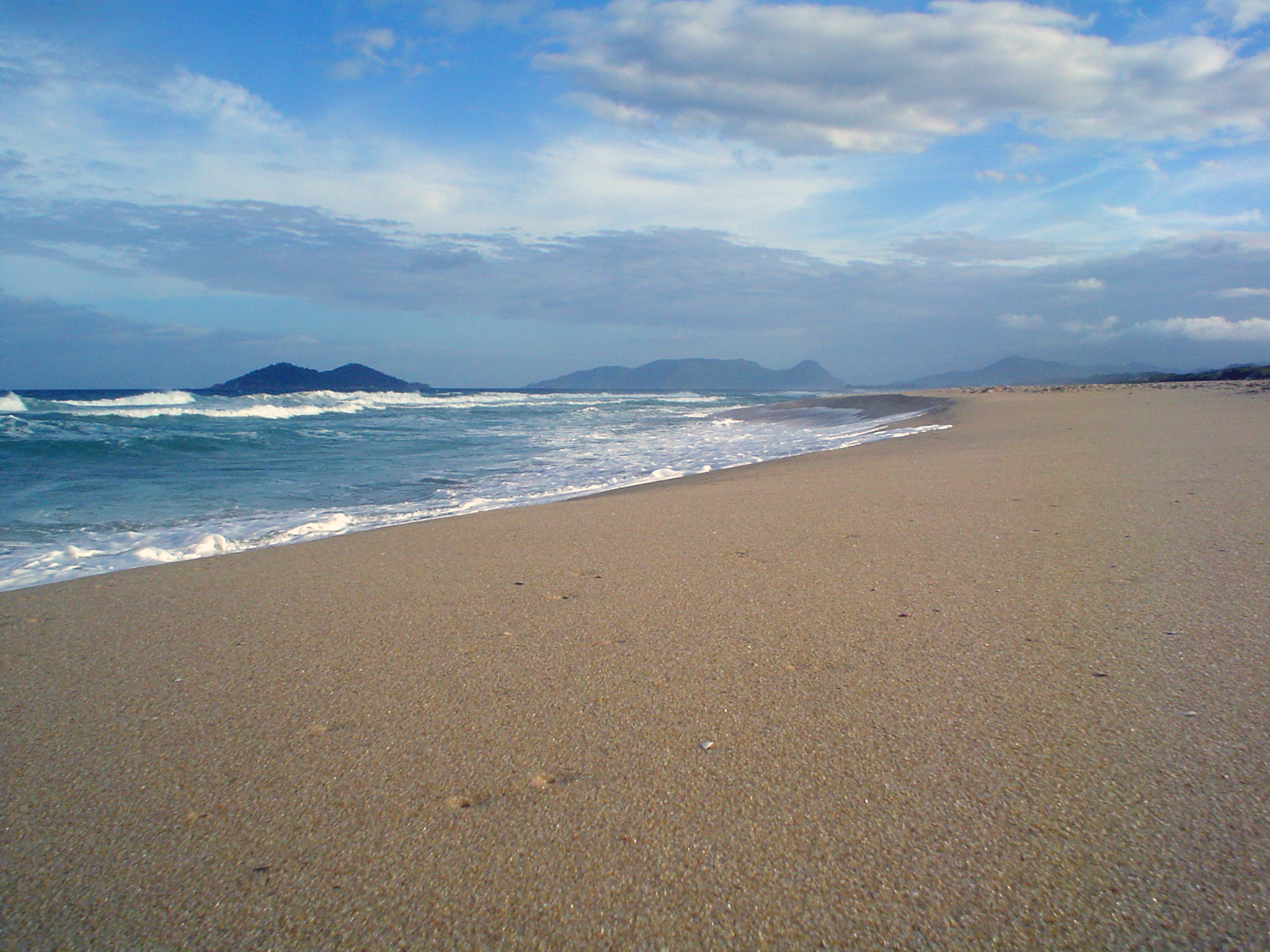
Praia do Matadeiro

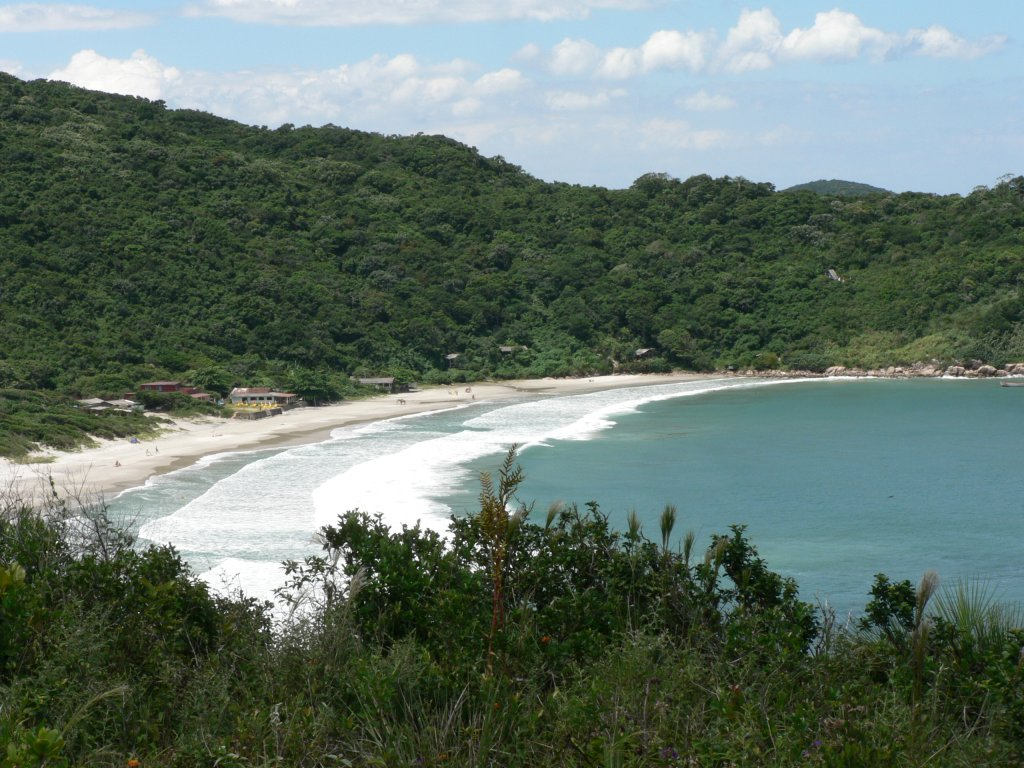
Praia de Naufragados

### South Bay
- Praia do Ribeirão da Ilha
- Praia da Tapera

### North Bay
- Praia da Barra do Sambaqui
- Praia de Sambaqui
- Praia de Santo Antônio de Lisboa
- Praia do Cacupé

### Noorden van het eiland
- Praia do Santinho (of das Aranhas)
- Praia dos Ingleses
- Praia da Lagoinha
- Praia Brava
- Praia da Ponta das Canas
- Praia da Cachoeira do Bom Jesus
- Canasvieiras
- Praia de Canajurê
- Jurerê
- Praia do Forte
- Praia da Daniela
- Praia do Pontal

### Oosten van het eiland
- Praia da Joaquina
- Praia do Gravatá
- Praia Mole
- Praia da Galheta
- Prainha
- Praia da Barra da Lagoa
- Praia de Moçambique

### Zuiden van het eiland
Van noord naar zuid:
- Praia do Campeche
- Praia do Morro das Pedras
- Praia da Armação do Pântano do Sul
- Praia do Matadeiro
- Praia da Lagoinha do Leste
- Praia do Pântano do Sul
- Praia dos Açores
- Praia da Solidão (of do Rio das Pacas)
- Praia do Saquinho
- Praia de Naufragados

## Vasteland
South Bay:
- Praia do Bom Abrigo
- Praia de Coqueiros
- Praia de Itaguaçu
- Praia do Matadouro
- Praia das Palmeiras
- Praia do Meio

North Bay:
- Praia do Balneário